# The Perils of Divorce

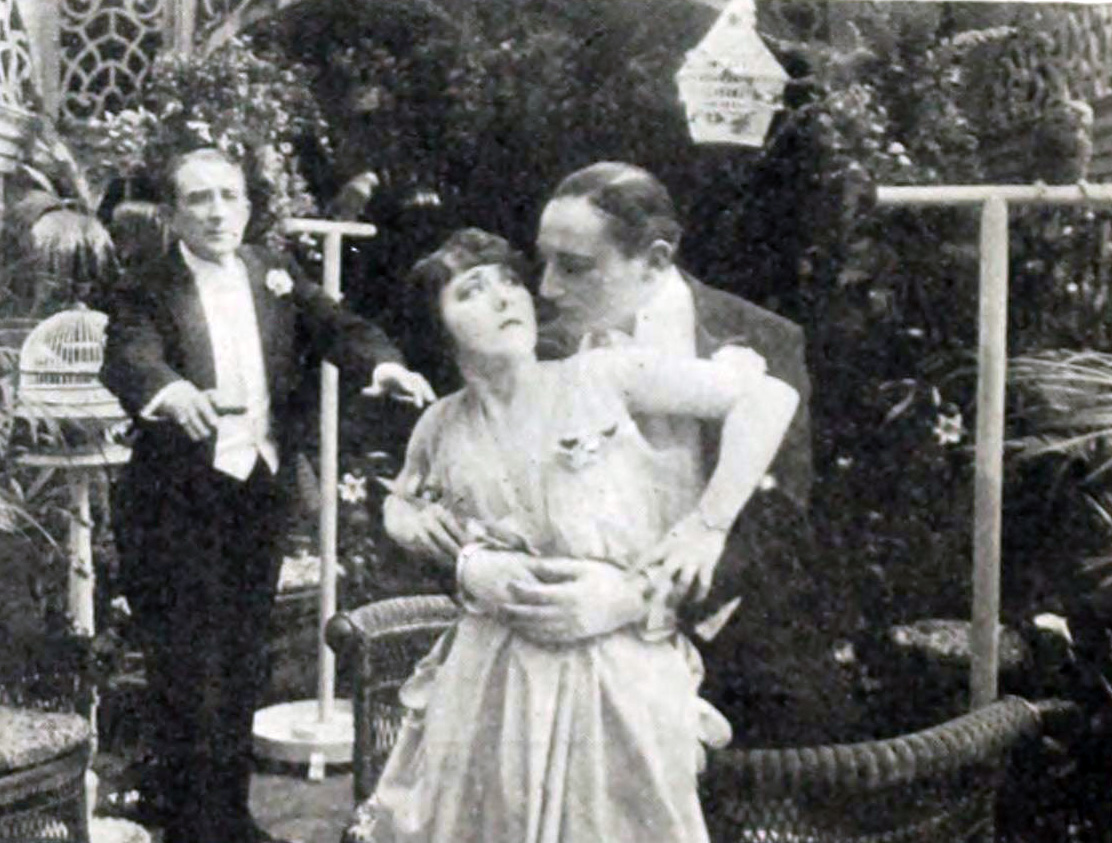
Fotograma de la pel·lícula amb Alec B. Francis, Edna Wallace Hopper i Macey Harlam aparegut a la revista The Moving Picture World

The Perils of Divorce és una pel·lícula muda de la World Film Company dirigida per Edwin August i protagonitzada per Edna Wallace Hopper, Frank Sheridan i Macey Harlan. La pel·lícula, de cinc bobines, es va estrenar el 12 de juny de 1916. Es considera una pel·lícula perduda.

## Argument
Després d’uns anys de matrimoni, Constance i John Graham semblen haver demostrat que estaven equivocats aquells que asseguraven que el seu matrimoni duraria dos dies perquè ella era molt més jove. Tenen una filla, Geraldine, a la qual els dos adoren. Apareix però Alice Lorraine, una aventurera que ja havia posat l’ull en John abans que aquest conegués Constance i està disposada a trencar aquest matrimoni. Alice convenç John que Constance manté una aventura amb Mason Tegars i a través de diferents enganys acaba provocant la ruptura. Constance per poder sobreviure actua com a ballarina en cabarets. Un cop divorciats, Alice té John a les seves mans i s’hi acaba casant. La noia es despreocupa completament de Geraldine, gasta amb desmesura els diners del marit i manté sense amagar-se un amant més jove.
Els anys passen i Constance va baixant a poc a poc en l'escala social. Mentrestant Alice planeja fugir amb el seu amant. Una nit, una noia jove i bonica es presenta amb un dels clients joves al cafè on treballa Constance. Constance se sent atret per ella i més tard s'assabenta per un amic que la noia és la filla del ric John Graham. Constance, en adonar-se que és la seva filla, la convida al seu vestidor i li revela la seva identitat. Mason es troba amb el jove amic de Constance al club i aquest li explica la història. En adonar-se que Constance és la dona del cafè decideix explicar a John que Constance mai li va ser infidel. John, convençut, la visita amb la seva filla, però ella el rep molt fredament. Espera recuperar-la atenent les seves necessitats financeres però la dura vida que ha portat comença a passar-li factura, emmalalteix i, tot i l’atenció de John i Geraldine, mor.

## Repartiment
- Edna Wallace Hopper (Constance Graham)
- Frank Sheridan (John Graham)
- Macey Harlam (Mason Tegars)
- Ruby Hoffman (Alice Lorraine)
- Alec B. Francis (Craig)
- Joan Morgan (Geraldine als 8 anys)
- Zoe Gregory (Geraldine als 17 anys)